# Homoizocitrat dehidrogenaza
Homoizocitrat dehidrogenaza (EC 1.1.1.87, 2-hidroksi-3-karboksiadipat dehidrogenaza, 3-karboksi-2-hidroksiadipat dehidrogenaza, homoizocitratna dehidrogenaza, (-)-1-hidroksi-1,2,4-butantrikarboksilat:+ oksidoreduktaza (dekarboksilacija), 3-karboksi-2-hidroksiadipat:NAD+ oksidoreduktaza (dekarboksilacija), HICDH) je enzim sa sistematskim imenom (1R,2S)-1-hidroksibutan-1,2,4-trikarboksilat:+ oksidoreduktaza (dekarboksilacija). Ovaj enzim katalizuje sledeću hemijsku reakciju
(1R,2S)-1-hidroksibutan-1,2,4-trikarboksilat + NAD+ {\displaystyle \rightleftharpoons } 2-oksoadipat + CO2 + NADH + H+
Homoizocitratna dehidrogenaza sačinjava deo puta biosinteze lizina kod gljiva.

## Literatura
- Nicholas C. Price; Lewis Stevens (1999). Fundamentals of Enzymology: The Cell and Molecular Biology of Catalytic Proteins (Third изд.). USA: Oxford University Press. ISBN 019850229X.
- Eric J. Toone (2006). Advances in Enzymology and Related Areas of Molecular Biology, Protein Evolution (Volume 75 изд.). Wiley-Interscience. ISBN 0471205036.
- Branden C; Tooze J. Introduction to Protein Structure. New York, NY: Garland Publishing. ISBN 0-8153-2305-0.
- Irwin H. Segel. Enzyme Kinetics: Behavior and Analysis of Rapid Equilibrium and Steady-State Enzyme Systems (Book 44 изд.). Wiley Classics Library. ISBN 0471303097.

## Spoljašnje veze
- Homoisocitrate+dehydrogenase на 